# Polycope suhrmeyeri
Polycope suhrmeyeri is een mosselkreeftjessoort uit de familie van de Polycopidae. De wetenschappelijke naam van de soort is voor het eerst geldig gepubliceerd in 1993 door Hartmann.